# H-C Motor Car Company
H-C Motor Car Company war ein US-amerikanischer Hersteller von Automobilen.

## Unternehmensgeschichte
Das Unternehmen wurde 1916 in Detroit in Michigan gegründet. Es stellte Automobile her. Der Markenname lautete H-C. Scientific American berichtete darüber. Nach 1916 verliert sich die Spur des Unternehmens.

## Fahrzeuge
Im Angebot stand nur ein Modell. Ein Vierzylindermotor mit 28 PS trieb die Fahrzeuge an. Überliefert sind Roadster für 600 US-Dollar und Tourenwagen für 650 Dollar.